# Piet Retief
Pieter Mauritz "Piet" Retief (Wellington (Kaapkolonie), 12 november 1780 – Umgungundlovu (Zoeloekoninkrijk), 6 februari 1838) was een leider van de Voortrekkers, de stichters van de Boerenrepublieken, die onder druk van de Britten de Kaapprovincie verlieten met De Grote Trek.

## Jonge jaren
Piet Retief werd geboren op 12 november 1780 in de Wagenmakersvallei (thans: Wellington). Zijn familie stamde af van Franse hugenoten. Hij groeide op in de wijngaarden van de Franse kolonisten en kwam later in Stellenbosch aan de kost als klerk, winkelier, drankstoker, landbouwer en werfleider (bouwopzichter). 
Op zijn 27ste (na de dood van zijn vader) kocht hij de boerderij Mooimeisjesfontein bij Grahamstad aan de oevers van de Koegarivier waarmee hij fortuin maakte als veehouder. In 1822 werd Retief aangesteld als kommandant, een plaatselijk militair ambt. Als anderen in deze streek verloor hij veel vee door overvallen van Xhosa in de periode voor de Zesde Grensoorlog (Xhosa- of Kafferoorlog, 1834-1836). Dit was een van de redenen voor boeren aan de grens om Voortrekker te worden en naar het noorden te verhuizen, over de Gariep (naam door de Khoi en de Griekwa aan deze rivier gegeven, ook bekend als Grootrivier, eerst later zal de door Robert Jacob Gordon aan de rivier gegeven naam Oranjerivier zich doorzetten).

## Grote Trek
Toen de Britten de slavernij in 1833 bij wet verboden in hun Zuid-Afrikaanse kolonies, besloot een deel van de Boeren tot emigratie. Piet Retief werd gekozen als een van de Leiers van verschillende families die landinwaarts wilden trekken en stelde een manifest op. Deze tekst gedateerd 22 januari 1837 vermeldt de grieven tegen de Britse regering. Deze bood geen bescherming maar had hun slaven bevrijd tegen een vergoeding van nog geen kwart van hun waarde. Het manifest werd gepubliceerd in de Grahamstown Journal van 2 februari en De Zuid-Afrikaan van 17 februari 1837 terwijl de eerste Boeren, onder wie Retief, vertrokken. Hij hielp met de stichting van een republiek in Winburg, in de latere Oranje Vrijstaat. Daarna leidde hij trekkers over de Drakensbergen Natal binnen, waar op 5 oktober 1837 een kamp werd ingericht.

## Vermoord door Dingane

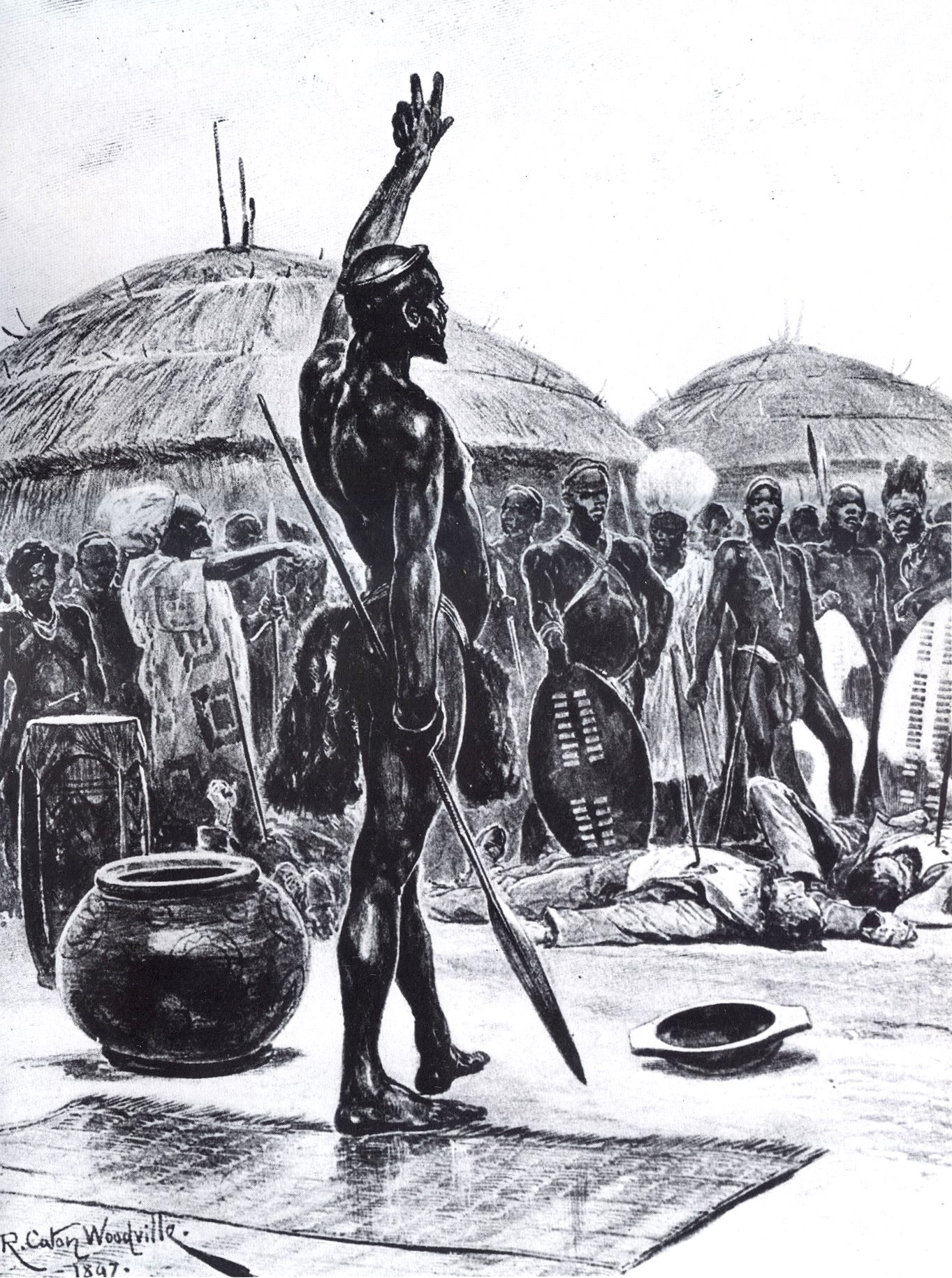
Dingane doodt Piet Retief

Retief onderhandelde vanaf november 1837 met de Zoeloekoning Dingane of Dingaan over de verkrijging van grondgebied. Deze vroeg Retief om hulp bij het terugkrijgen van vee dat gestolen was door het naburige Tlokwa-volk. Nadat Retief dit met vuurwapens geregeld had, tekende Dingane een verdrag in het Engels voor de overdracht aan Piet Retief van het Tugela-Umzimvubu gebied. Het ging mis door toedoen van een Engelse dominee die tolkte. Er ontstond verwarring of het over gebruik of eigendom van het gebied ging. Dingane wilde geen gebied in eigendom afstaan. Na een feest met Retief liet Dingane die zich bekocht voelde hem en zijn groep van zeventig Boeren en meer dan dertig zwarte knechten op 6 februari 1838 afslachten op de heuvel Kwa Matiwane.
De impi's (het leger) van Dingane vermoordden op 17 februari 1838 ook 41 mannen, 57 vrouwen en 97 kinderen van de Voortrekkers op de heuvel Bloukrans bij het dorp Weenen, dat zijn naam aan deze gebeurtenis dankt. 
Later nam een leger van Boeren wraak in de Slag bij Bloedrivier. De stoffelijke overschotten van Retief en zijn groep werden op 21 december 1838 teruggevonden en begraven. Het door Dingane getekende verdrag zat in Retiefs portefeuille. Het origineel ging verloren in de Tweede Boerenoorlog tijdens transport naar Nederland.

## Vernoemd
Het Zuid-Afrikaanse dorp Piet Retief is naar hem vernoemd. Ook de hoofdstad van KwaZoeloe-Natal, Pietermaritzburg was in eerste instantie naar hem vernoemd, maar later heeft men in deze plaatsnaam tevens een andere leider van de voortrekkers in Natal, Gerrit Maritz, willen eren.